# La princesa persa
La Princesa Persa o Momia Persa es la momia de una supuesta princesa persa que apareció en el Baluchistán de Pakistán en octubre de 2000. Tras una considerable atención y posteriores investigaciones, la momia resultó ser una falsificación arqueológica y posiblemente una víctima de asesinato.

## Descubrimiento
La momia fue hallada el 19 de octubre de 2000. Durante la investigación de un asesinato, las autoridades paquistaníes fueron alertadas de la existencia de una cinta de vídeo grabada por Ali Aqbar, en la que afirmaba tener una momia a la venta. Al ser interrogado por la policía, Aqbar les dijo dónde se encontraba la momia: en casa del líder tribal Wali Mohammed Reeki, en Kharan, Baluchistán, cerca de la frontera con Afganistán. Reeki afirmó que había recibido la momia de un iraní llamado Sharif Shah Bakhi, quien había dicho que la había encontrado tras un terremoto cerca de Quetta. La momia se había puesto a la venta en el mercado negro de antigüedades por 600 millones de rupias, el equivalente a 11 millones de dólares. Reeki y Aqbar fueron acusados de violar la Ley de Antigüedades del país, cargo que conlleva una pena máxima de diez años de prisión.

## Identificación errónea
En una rueda de prensa celebrada el 26 de octubre, el arqueólogo paquistaní Ahmad Hasan Dani, de la Universidad Quaid-e-Azam de Islamabad, anunció que la momia parecía ser la de una princesa datada hacia el año 600 a. C. La momia estaba envuelta al estilo del antiguo Egipto y descansaba en un ataúd de madera dorada con tallas cuneiformes dentro de un sarcófago de piedra. El ataúd tenía tallada una gran imagen de faravahar. La momia estaba sobre una capa de cera y miel, cubierta por una losa de piedra y tenía una corona dorada en la frente. Una inscripción en la placa dorada del pecho afirmaba que se trataba de la relativamente desconocida Rodogona, hija del rey Jerjes I de Persia y miembro de la dinastía aqueménida.: 4 
Hasan Dani especuló con la posibilidad de que fuera una princesa egipcia casada con un príncipe persa o una hija del rey aqueménida Ciro II el Grande. Sin embargo, dado que la momificación había sido una práctica principalmente egipcia, no habían encontrado ninguna momia en Persia hasta entonces.

## Propiedad
Los gobiernos de Irán y Pakistán pronto empezaron a discutir sobre la propiedad de la momia. La Organización del Patrimonio Cultural Iraní la reclamó como miembro de la familia real persa y exigió la devolución de la momia. El Cuartel General del Departamento de Arqueología de Pakistán dijo que le pertenecía a Pakistán porque se había encontrado en Baluchistán. Los talibanes de Afganistán también hicieron una reclamación. Los habitantes de Quetta exigieron que la policía les devolviera la momia. La tribu Awan de Baluchistán también reclamó su propiedad afirmando que, según la inscripción, la momia podría pertenecer a la Casa de Hika Munshi, una familia real Awan, y exigió que se trasladara al Museo de Fósiles de Kallar Kahar (Kallar Kahar se considera el principal asentamiento de la tribu Awan).
En noviembre de 2000, la momia se expuso en el Museo Nacional de Pakistán.

## Investigación
La noticia de la princesa persa llevó al arqueólogo estadounidense Oscar White Muscarella a describir un incidente ocurrido el mes de marzo anterior, cuando le mostraron fotografías de una momia similar. Amanollah Riggi, un intermediario que trabajaba en nombre de un anticuario no identificado de Pakistán, se había puesto en contacto con él afirmando que sus propietarios eran una familia zoroastriana que la había traído al país. El vendedor había afirmado que se trataba de una hija de Jerjes, basándose en una traducción del cuneiforme de la coraza.
El texto cuneiforme de la coraza contenía un pasaje de la Inscripción de Behistún, en Irán occidental.: 7  La inscripción de Behistun fue tallada durante el reinado de Darío I, padre de Jerjes. Cuando el representante del vendedor había enviado un trozo de ataúd para que se datara con carbono, el análisis había demostrado que el ataúd sólo tenía unos 250 años. Muscarella sospechó que se trataba de una falsificación y rompió el contacto. Informó a la Interpol a través del FBI.
Cuando Asma Ibrahim, conservadora del Museo Nacional de Pakistán, estudió el objeto bajo custodia policial, se dio cuenta de que el cadáver no era tan antiguo como el ataúd. El cuerpo había mostrado signos de hongos de descomposición en la cara, señal de un cadáver recién fallecido, y la alfombra que había debajo del cuerpo tenía unos cinco años. Durante la investigación, Irán y los talibanes repitieron sus demandas. Los talibanes afirmaron que habían detenido a los contrabandistas que habían sacado la momia de Afganistán.
Las inscripciones de la coraza no estaban escritas en persa gramaticalmente correcto.: 6, 8–10  En lugar de una forma persa del nombre de la hija, Wardegauna, los falsificadores habían utilizado una versión griega Rhodugune.: 10–2  Las tomografías y radiografías realizadas en el hospital Agha Khan indicaron que la momificación no se había hecho siguiendo la antigua costumbre egipcia: por ejemplo, el corazón se había extraído junto con el resto de los órganos internos, mientras que el corazón de una momia egipcia auténtica normalmente se dejaba dentro del cuerpo. Además, los tendones que deberían haberse deteriorado con el paso de los siglos seguían intactos.
Ibrahim publicó su informe el 17 de abril de 2001. En él afirmaba que la «princesa persa» era en realidad una mujer de entre 21 y 25 años, que había muerto en torno a 1996, posiblemente asesinada con un objeto contundente en la región lumbar/pélvica (por ejemplo, atropellada por un vehículo por detrás). Una posterior datación por espectrometría de masas con acelerador confirmó también que la momia era una falsificación moderna. Le habían extraído los dientes tras la muerte y dañado la articulación de la cadera, la pelvis y la columna vertebral, antes de rellenar el cuerpo con polvo. La policía empezó a investigar un posible asesinato y detuvo a varios sospechosos en Beluchistán.

## Destino
La Fundación Edhi se hizo cargo del cadáver y, el 5 de agosto de 2005, anunció que iba a ser enterrado con los debidos ritos funerarios. Sin embargo, la policía y otros funcionarios del gobierno nunca respondieron a las numerosas peticiones, y no fue hasta 2008 cuando la fundación finalmente llevó a cabo el entierro.

## Representaciones en el arte contemporáneo
La Princesa Persa es el nombre de una exposición presentada en agosto de 2016 en Jerusalén por el artista Hili Greenfeld. La exposición funciona como un homenaje a la mujer anónima que, en un instante, pasó de la condición de Princesa en un ataúd bañado en oro expuesto en un museo nacional, a la de víctima de un vil asesinato por la que todo el mundo perdió rápidamente el interés. La extrema transformación de la percepción del objeto arqueológico -de Princesa honrada a mujer asesinada- es lo que interesa a Greenfeld.
Greenfeld recogió los signos y símbolos utilizados por los falsificadores, como las rosetas grabadas, el oro de los cipreses, el icono de Ahura Mazda, la Corona de Oro, entre otros. Pintó los símbolos sobre césped artificial y creó un híbrido de pinturas abstractas líricas, alfombras persas y murales de graffiti. Las obras que se muestran en las paredes y en el suelo parecen murales de graffiti y luego parecen alfombras, pero en ambos casos son imitaciones sintéticas del original.